# Miguel de Unamuno
Miguel de Unamuno, född 29 september 1864 i Bilbao, Spanien, död 31 december 1936 i Salamanca, Spanien, var en spansk författare och filosof. Han har bland annat skrivit romanen Dimma (1907, verket publicerades för första gången 1914). Förutom romaner skrev han även essäer, pjäser och poesi. Ett av hans karaktäristiska drag var hans vilja att föra Spanien närmare övriga Europa.
Unamuno blev professor i grekiska 1891 och rektor vid universitetet i Salamanca 1901. Under Miguel Primo de Riveras diktatur förvisade Unamuno till Fuerteventura 1924. Därifrån tog han sig till Frankrike och återvände till Spanien efter Primo de Riveras död 1930. Han var "iberist", det vill säga han förespråkade att de olika regionerna på den iberiska halvön skulle närma sig varandra. Han beklagade sig över de separatistiska tendenser han såg omkring sig, trots att han själv var bask.
Han var gift med Concha Lizárraga Ezenarro (1864–1934) och hade nio barn tillsammans med henne.

## Verk översatta till svenska
- Moster Tula, 1927 (La tía Tula, 1920)
- Dimma, 1928 (Niebla, 1914)
- Abel Sánchez, 2021 (Abel Sánchez, 1917)